# De Tochten (métro de Rotterdam)
De Tochten est une station de la ligne B du métro de Rotterdam. Elle est située en limite du  quartier Zevenkamp (nl), arrondissement Prins Alexander à Rotterdam au Pays-Bas.

## Situation sur le réseau

Plan du métro.

Établie en surface, De Tochten, est une station de passage de la ligne B du métro de Rotterdam, elle est située entre la station terminus nord Nesselande et la station Ambachtsland, en direction du terminus sud-ouest Hoek van Holland-Haven,.
Peu à l'est de la station s'arrête la caténaire où l'alimentation électrique est reprise par un troisième rail.

## Histoire
La station terminus De Tochten est mise en service le 19 avril 1984, lors de l'ouverture à l'exploitation de la deuxième ligne du métro de Rotterdam, de Graskruid à De Tochten. Le nom de la station fait référence au Tochtenweg (« chemin des Cours d'Eau » en néerlandais) sur lequel elle est située.
La station est entièrement modernisée en 2005 et obtient alors la nouvelle identité visuelle qui est depuis visible sur toutes les stations de métro du RET.

## Services aux voyageurs

### Accès et accueil
La station dispose d'automates pour la recharge ou l'achat de titres de transport, elle est accessible aux personnes à la mobilité réduite. L'accès principal à la station et au quai central est situé au centre du passage à niveau.

### Desserte

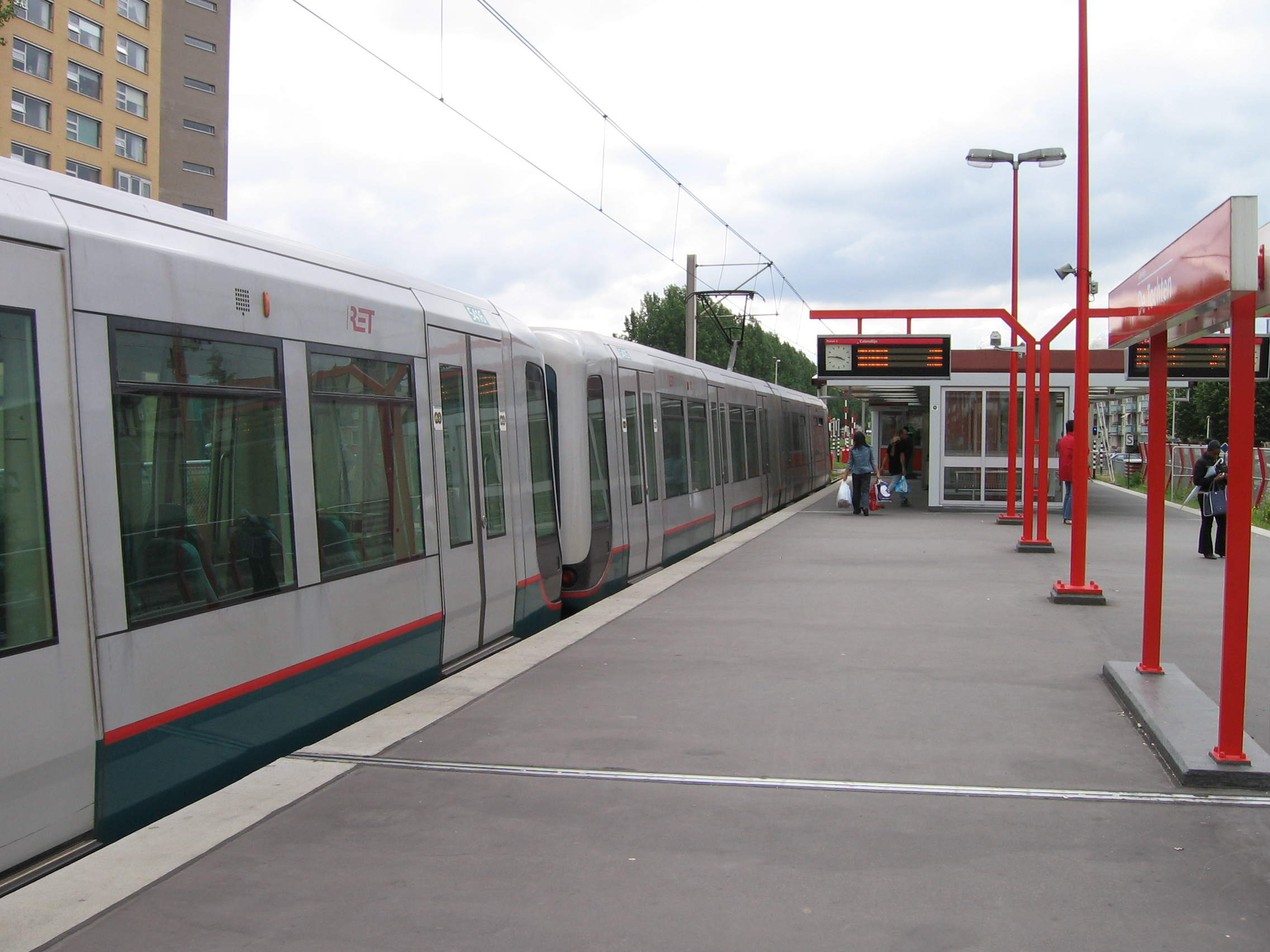
Desserte de la station en 2007.

Elle est desservie par les rames qui circulent sur la ligne B.

### Intermodalité
Quelques places de parking, le long des voies routières proches, sont disponibles pour les véhicules.